# Boda, Hylte kommun
Boda är en by i Södra Unnaryds distrikt (Södra Unnaryds socken) i västra Småland som sedan 1974 tillhör Hylte kommun och Hallands län. Byn ligger vid länsväg N 870, fyra kilometer nordväst om tätorten Unnaryd. Söder om byn finns en mindre sjö som heter Lasjön.